# Đêximét
Đêximét hay đềximét (ký hiệu dm) là một đơn vị đo chiều dài trong hệ mét, được suy ra từ đơn vị cơ bản mét. Một đêximét bằng 1/10 mét.
Đơn vị đo thể tích (không phải SI) lít được định nghĩa là bằng 1 đêximét khối.